# Bunocephalus iheringii
Bunocephalus iheringii és una espècie de peix de la família dels aspredínids i de l'ordre dels siluriformes.

## Morfologia
- Els mascles poden assolir 5,9 cm de longitud total.[5][6]

## Hàbitat
És un peix d'aigua dolça i de clima subtropical.

## Distribució geogràfica
Es troba a Sud-amèrica: l'Argentina i conques dels rius Paraguai i Uruguai.